# بيث أندرسون
بيث أندرسون (بالإنجليزية: Beth Anderson)‏ هي ملحنة أمريكية، ولدت في 3 يناير 1950 في ليكسينغتون في الولايات المتحدة.

## وصلات خارجية
- الموقع الرسمي
- بيث أندرسون على موقع ميوزك برينز (الإنجليزية)
- بيث أندرسون على موقع ديسكوغز (الإنجليزية)